# Зидердорф
Зидердорф (њем. Süderdorf) општина је у њемачкој савезној држави Шлезвиг-Холштајн. Једно је од 115 општинских средишта округа Дитмаршен. Према процјени из 2010. у општини је живјело 382 становника. Посједује регионалну шифру (AGS) 1051139.

## Географски и демографски подаци
Зидердорф се налази у савезној држави Шлезвиг-Холштајн у округу Дитмаршен. Општина се налази на надморској висини од 19 метара. Површина општине износи 16,2 km². У самом мјесту је, према процјени из 2010. године, живјело 382 становника. Просјечна густина становништва износи 24 становника/km².